# Duncan River
Der Duncan River ist ein etwa 115 Kilometer langer Fluss in der kanadischen Provinz British Columbia. Er ist Teil des Columbia-River-Abflussbeckens, mit dem er über den Kootenay Lake und dem Kootenay River verbunden ist. Er grenzt die Selkirk Mountains im Westen von den Purcell Mountains im Osten ab.

## Verlauf
Der Duncan River entspringt östlich des Mount Duncan am Fuße des Duncan-Gletschers auf einer Höhe von etwa 2300 m. Er fließt in südlicher Richtung durch die Purcell Trench zwischen den Selkirk und Purcell Mountains. Er fließt in den Duncan Lake, einen ehemaligen Natursee, der durch den Duncan Dam vergrößert wurde. Kurz unterhalb der Talsperre fließt ihm der Lardeau River, sein größter Nebenfluss, rechtsseitig zu. Der Duncan River mündet schließlich weiter südlich am Nordarm des Kootenay Lake in den Kootenay River.

## Hydrologie
Der Duncan River entwässert ein Areal von etwa 4760 km². Der mittlere Abfluss unterhalb der Einmündung des Lardeau River beträgt 163 m³/s. Die höchsten Abflüsse werden gewöhnlich zwischen Juni und August gemessen.

## Geschichte
Der Duncan River wurde nach John („Jack“) Duncan, einem Prospektor und Kandidaten für das Legislative Council des Kootenay Land District im Jahre 1866 benannt.
Auf einigen frühen Karten wurde der Duncan Lake als Upper Kootenay Lake oder Howser Lake benannt, seit 1912 hat sich der Name Duncan durchgesetzt.
Bevor der Duncan Dam gebaut wurde, diente der Fluss als Hauptroute in das Tal, die von der Bergbau- und Holzindustrie genutzt wurde. Der Fluss war über den Kootenay Lake bis nach Bonners Ferry in Idaho schiffbar.
Der Duncan Dam wurde 1967 fertiggestellt, der erste der drei kanadischen Columbia-River-Treaty-Dämme. Sein Ziel ist es, gemeinsam mit dem Libby Dam den Kootenay Lake zu regulieren, um einen ausreichenden Wasserfluss für den Kootenay Canal und die Corra-Linn-Dam-Projekte zu gewährleisten. Der Duncan Dam produziert keinen Strom. Der Duncan Lake war ursprünglich nur 25 Kilometer lang und misst jetzt 45 Kilometer.